# Ендрю Майкл Аллен
Ендрю Майкл Аллен (англ. Andrew Michael Allen) — американський військовий льотчик, льотчик-випробувач і астронавт. Здійснив два польоти в космос на кораблях Спейс шаттл загальною тривалістю 37 діб 16 годин 15 хвилин. Загальний наліт на більш ніж 30 типах літаків більше 6000 годин. Підполковник Корпусу морської піхоти США у відставці.

## Освіта
- 1973 — закінчив католицьку середню школу Архієпископа Вуда (Archbishop Wood High School) Вормінстер, штат Пенсильванія.
- 1977 — закінчив Університет Вілланова (Villanova University) в місті Реднор, північно-західному передмісті Філадельфії, здобувши ступінь бакалавра наук в області механіки.

## Військова кар'єра
- 1977 — в університеті призваний на дійсну службу в Корпус морської піхоти США і направлений в льотне училище. Атестований для польотів на винищувачі F-4 «Фантом» II.
- З 1980 — проходив службу як офіцер технічної підтримки в 312-й винищувально-штурмовій ескадрильї на авіабазі морської піхоти Бофор (Beaufort) в штаті Південна Кароліна.
- З 1983 по 1986 — з ініціативи Штабу морської піхоти США відібраний для програми впровадження на флоті винищувачів F/A-18 «Хорнет», проходив службу як заступник командира 531-ї винищувально-штурмової ескадрильї на авіабазі морської піхоти Ель-Торо (El Toro) в штаті Каліфорнія. У 1985 році закінчив Курси інструкторів морської піхоти з озброєння і техніки і Школу озброєнь винищувачів.
- 1987 — закінчив школу льотчиків-випробувачів ВМС США в Петьюксент-Рівер в штаті Меріленд і спрямований на випробувальну роботу.
- 1997 — вийшов у відставку в званні підполковника Корпусу морської піхоти США.

## Подальша професійна діяльність
- Жовтень 1977 — пішов з загону астронавтів і з НАСА.
- 1997 — президент фонду «First foundation».
- 2001 — робота в Космічному центрі ім. Кеннеді керівником програми забезпечення транспортування шатлів від місця посадки (в США або за кордоном) до місця старту.